# Madagaskar na Letnich Igrzyskach Olimpijskich 2024
Madagaskar na Letnich Igrzyskach Olimpijskich 2024 – występ kadry sportowców reprezentujących Madagaskar na igrzyskach olimpijskich, które odbędą się w Paryżu we Francji, w dniach 26 lipca – 11 sierpnia 2024.
Reprezentacja Madagaskaru  liczy siedmiu zawodników – cztery kobiety i trzech mężczyzn, którzy wystąpili w 5 dyscyplinach.
Będzie to czternasty start Madagaskaru na letnich igrzyskach olimpijskich.

## Reprezentanci

### Lekkoatletyka
| Zawodnik                | Konkurencja            | Eliminacje | Eliminacje | Repasaże | Repasaże | Półfinał | Półfinał | Finał | Finał   | Źródło |
| Zawodnik                | Konkurencja            | Wynik      | Miejsce    | Wynik    | Miejsce  | Wynik    | Miejsce  | Wynik | Miejsce | Źródło |
| ----------------------- | ---------------------- | ---------- | ---------- | -------- | -------- | -------- | -------- | ----- | ------- | ------ |
| Rija Vatomanga Gardiner | 100 m (m)              |            |            |          |          |          |          |       |         | [ 1 ]  |
| Sidonie Fiadanantsoa    | 100 m przez płotki (k) |            |            |          |          |          |          |       |         | [ 2 ]  |

### Judo
| Zawodnik               | Konkurencja | 1/16              | 1/8              | Ćwierćfinał      | Półfinał         | Repasaże         | Finał / 3. miejsce | Finał / 3. miejsce | Źródła |
| Zawodnik               | Konkurencja | Przeciwnik Wynik  | Przeciwnik Wynik | Przeciwnik Wynik | Przeciwnik Wynik | Przeciwnik Wynik | Przeciwnik Wynik   | Pozycja            | Źródła |
| ---------------------- | ----------- | ----------------- | ---------------- | ---------------- | ---------------- | ---------------- | ------------------ | ------------------ | ------ |
| Aina Rasoanaivo Razafy | -70kg (k)   | Yeats-Brown P 0-1 | NQ               | NQ               | NQ               | NQ               | NQ                 | 17.                | [ 3 ]  |

### Pływanie
| Zawodnik          | Konkurencja              | Eliminacje | Eliminacje | Półfinał | Półfinał | Finał | Finał | Źródło |
| Zawodnik          | Konkurencja              | Czas       | Poz.       | Czas     | Poz.     | Czas  | Poz.  | Źródło |
| ----------------- | ------------------------ | ---------- | ---------- | -------- | -------- | ----- | ----- | ------ |
| Jonathan Raharvel | 100 m st. klasycznym (m) | 1:05,20    | 33.        | NQ       | NQ       | NQ    | NQ    | [ 4 ]  |
| Antsa Rabejaona   | 50 m st. dowolnym (k)    | 27,12      | 39.        | NQ       | NQ       | NQ    | NQ    | [ 5 ]  |

### Tenis stołowy
| Zawodnik              | Konkurencja | Eliminacje       | Runda 1          | Runda 2          | Runda 3          | 1/8 finału       | Ćwierćfinały     | Półfinały        | Finał            | Finał   | Źródło |
| Zawodnik              | Konkurencja | Przeciwnik Wynik | Przeciwnik Wynik | Przeciwnik Wynik | Przeciwnik Wynik | Przeciwnik Wynik | Przeciwnik Wynik | Przeciwnik Wynik | Przeciwnik Wynik | Pozycja | Źródło |
| --------------------- | ----------- | ---------------- | ---------------- | ---------------- | ---------------- | ---------------- | ---------------- | ---------------- | ---------------- | ------- | ------ |
| Fabio Rakotoarimanana | Singel (m)  | Assar P 1-4      | NQ               | NQ               | NQ               | NQ               | NQ               | NQ               | NQ               | NQ      | [ 6 ]  |

### Podnoszenie ciężarów
| Zawodnik             | Konkurencja | Rwanie | Rwanie  | Podrzut | Podrzut | Razem | Pozycja | Źródło |
| Zawodnik             | Konkurencja | Wynik  | Pozycja | Wynik   | Pozycja | Razem | Pozycja | Źródło |
| -------------------- | ----------- | ------ | ------- | ------- | ------- | ----- | ------- | ------ |
| Rosina Randafiarison | -49 kg (k)  | 80     | 10.     | 100     | 10      | 180   | 10.     | [ 7 ]  |